# Raymond Decary

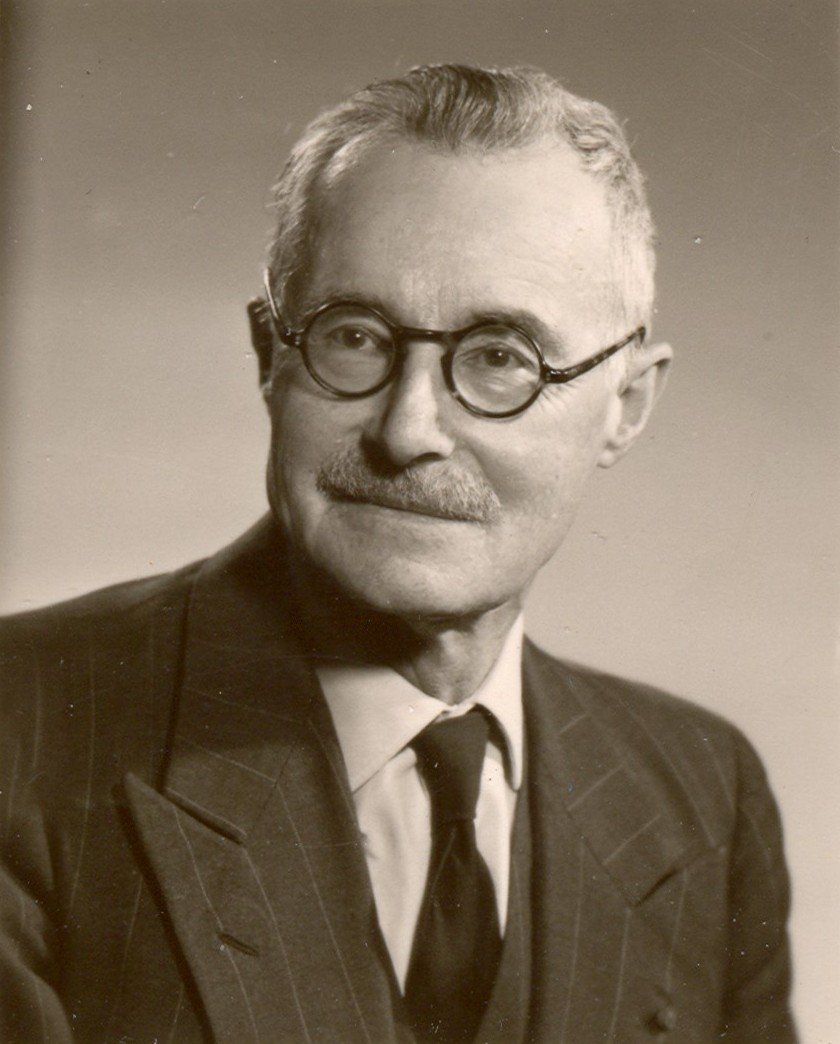
Raymond Decary im Januar 1958

Raymond Decary (* 1891 in Méry-sur-Seine, Aube; † 1973 in Paris) war ein französischer Botaniker, Ethnologe und Kolonialbeamter. Sein offizielles botanisches Autorenkürzel lautet „Decary“.

## Leben
Als Kolonialbeamter hatte Decary den Titel eines Ancien administrateur en chef des colonies. Er schrieb wichtige Werke über die Sitten und Gebräuche der Madagassen sowie über ihre alten Kriegssitten und Militärorganisation. Er beschäftigte sich auch mit der madagassischen Fauna, ihrer Rolle im Glauben und der Verwendung der einheimischen Bevölkerung.
Er war Mitglied des Muséum national d’histoire naturelle und korrespondierendes Mitglied der Académie des sciences coloniales.

## Hauptwerke
- Mœurs et coutumes des Malgaches. Paris: Payot, 1951 (Collection de documents et de témoignages pour servir à l'histoire de notre temps)
- Coutumes guerrières et organisation militaire chez les anciens Malgaches. Paris: Éd. Maritimes et d'outre-mer, 1966
  - Bd. 1 Les anciennes pratiques de guerre
  - Bd. 2 L'histoire militaire des Merina

### Weitere Werke
- L'Androy, essai de monographie régionale, Paris, Société d'Editions géographiques, maritimes et coloniales, 2 vol., 1930–1933.
- L'Etablissement de Sainte-Marie de Madagascar sous la Restauration et le rôle de Sylvain Roux, Paris, Société d'Editions géographiques, maritimes et coloniales, 1937.
- Plantes et animaux utiles de Madagascar, Marseille, Annales du Musée colonial, 1946.
- La faune malgache, Paris, Editions Payot, 1950.
- Mœurs et coutumes des Malgaches, Paris, Editions Payot, 1951.
- Madagascar, (collection Terres lointaines), Société d'Editions géographiques, maritimes et coloniales, 1952.
- Histoire des populations autres que les Merina, (in Zusammenarbeit mit G. Grandidier), fasc. I, in: "Histoire politique et coloniale de Madagascar", Tananarive, Imprimerie officielle, 1958.
- L'Habitat à Madagascar, Paris, Larose, 1958.
- Les ordalies et sacrifices rituels chez les anciens Malgaches, Paris, Larose, 1959.
- L'Ile Nosy-Bé de Madagascar : histoire d'une colonisation, Paris, Editions maritimes et d'outre-mer, 1960.
- Les voyages du chirurgien Avine à l'Ile de France et dans la mer des Indes au début du XIXe siècle, Port-Louis (île Maurice), 1961.
- La mort et les coutumes funéraires à Madagascar, Paris, G.-P. Maisonneuve et Larose, 1962.
- Contes et légendes du sud-ouest de Madagascar (collection "Les Littératures populaires de toutes les nations), Paris, G.-P. Maisonneuve et Larose, 1964.
- Coutumes guerrières et Organisation militaire chez les anciens Malgaches, Paris, Editions maritimes et d'outre-mer, T. I: Les anciennes pratiques de guerre, 1966. T. II: L'Histoire militaire des Merina, 1966.
- Souvenirs et croquis de la terre malgache, Paris, Editions maritimes et d'outre-mer, 1969.